# Jardin flamand
 (Juin 2020).
Le jardin flamand, typique des Flandres françaises jusqu'aux Pays-Bas, est composé de plusieurs types : le jardin urbain, le jardin de manoir, le jardin de ferme et le jardin d'abbaye. Mais tous ont des caractéristiques communes spécifiques à cette région frontalière, de passage et de conflits. Le jardin flamand prend sa source au Moyen Âge, son essor à la Renaissance, par la suite il subira l'influence du jardin à la française, et plus récemment du style Arts & Crafts. On peut retrouver des représentations de ces jardins particuliers dans les œuvres des grands peintres tels que Rubens, Van Eyck, Brueghel, Pourbus.

## Étendue territoriale
Ces jardins sont, ou étaient, présents dans les Flandres françaises (de Lille à Dunkerque), la Flandre belge et les Pays-Bas.

## Caractéristiques communes
Le jardin flamand est caractérisé par : 
- généralement de taille modeste
- une symétrie, une architecture marquée et une régularité
- l'usage répété de haie (charme, hêtre, buis, ifs, aubépine, etc.)
- l'usage répété de topiaire (if, charme, buis, etc.)
- la plantation d'arbres palissés et taillés (tilleul, poirier, pommier, saule têtard)
- une évolution du jardin entretenu aux abords de l'habitat au plus sauvage lorsque l'on s'en éloigne
- Les matériaux : briques, pierre bleue, pierre calcaire
- un relief faible, voire inexistant
- la présence de l'eau (canaux ou fontaines)[1].

La présence d'éléments persistants est forte, que ce soit végétal ou minéral, permettant à ces jardins de conserver un aspect « propre » même en hiver. Il est intéressant de noter que le mot jardin en néerlandais se dit "tuin", dérivation de "tuun" qui veut dire plessage, servant auparavant à clôturer les jardins, l'hortus conclusus, ou à maintenir les berges des canaux, le tunage.
Les plantes à feuillage sont plus présentes que les fleurs, qui ne sont là que pour apporter une touche de couleur de manière évènementielle. Les végétaux sont plantés en masse dense, et sont peu variés.
Ils ont été enrichis au cours du temps par de botanistes célèbres tels que Charles de Saint-Omer, Charles de L'Écluse, Mathias de l'Obel, Rembert Dodoens et grâce à une grande tradition dans le domaine de la sélection végétale dans la région de Gand (Lochristi), Bruges et Wetteren mais aussi Boskoop.

## Les différents types

### Jardin urbain
Appartenant généralement à de riches marchands, très petit et entouré de murs. Il est décomposé en carré, chaque carré étant borduré de pierre bleue et/ou de buis. Les carrés sont généralement remplis de plantes utiles (aromatiques) et à bulbes. Une fontaine à étage trône généralement en son centre. Il se rapproche du jardin du Moyen Âge, on peut parfois y voir une banquette enherbée et une treille.
Le jardin de la Maison d'Érasme à Anderlecht est un bon exemple.

### Jardin de château et manoir
Décomposé en plusieurs parties séparées par des canaux (Wateringues, Watergang). La première section au pied du manoir ressemble fortement au jardin urbain, très travaillé et composé de plantes utiles. La seconde section est généralement composée comme un jardin de style renaissance composé de broderies de buis agrémentés de plantes potagère mais aussi de fleurs, de mixed-border. La troisième section est plantée de fruitier de plein vent accompagné d'une prairie fleurie de bulbes (généralement des jonquilles). Ces vergers sont bordés d'allées plantées d'arbres d'alignement(généralement des peupliers ou des tilleuls) fortement taillés ou palissés. Vient parfois de larges maillages de boisements, champs cultivés, pâtures, délimités par des canaux et des haies bocagères.
Les jardins flamands historiques ont été immortalisés par Antoine Sandérus dans sa Flandria illustrata.

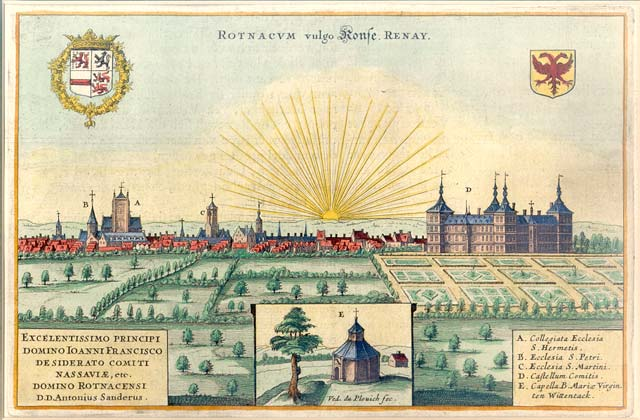
Flandria illustrata
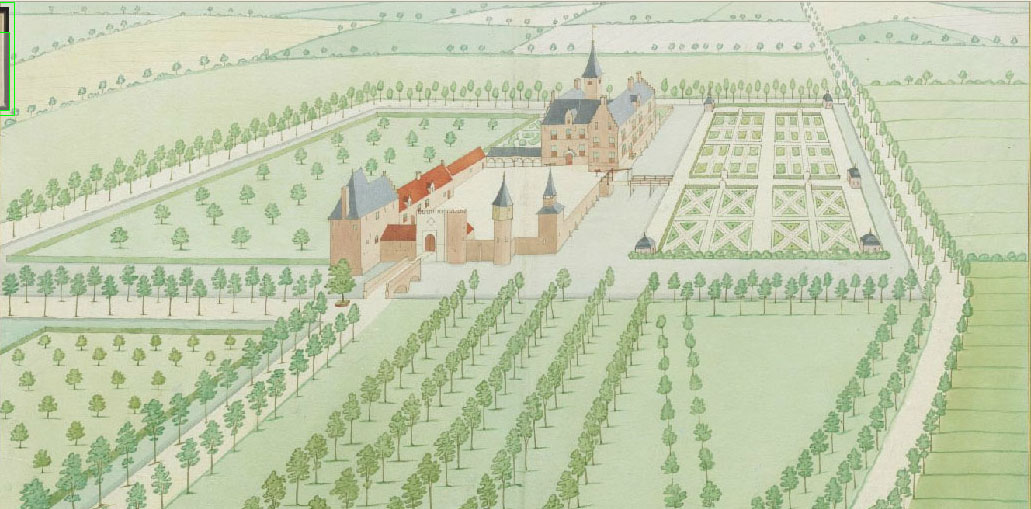
Flandria illustrata
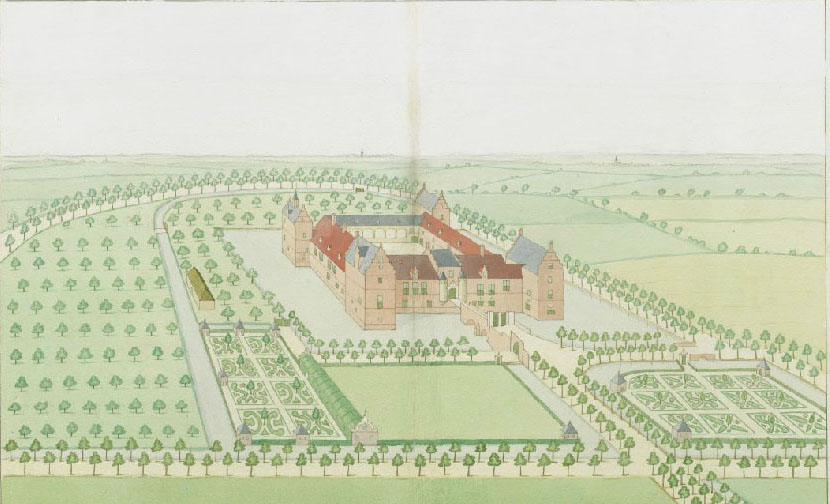
Flandria illustrata, château de Moorsel (lez Alost)

### Jardin de ferme
Présent dans les fermes les plus importantes, le jardin de topiaires se situe aux abords immédiats du corps de ferme, les haies de charmilles ou de hêtre, Les vergers plantés de bulbes. L’Hofstède est généralement associé à une mare plantée de saules têtards caractéristiques, ainsi qu'à un espace de basse-cour fermée par des plessages de saules et de noisetier, ou des haies d'aubépine et d'érable champêtre.

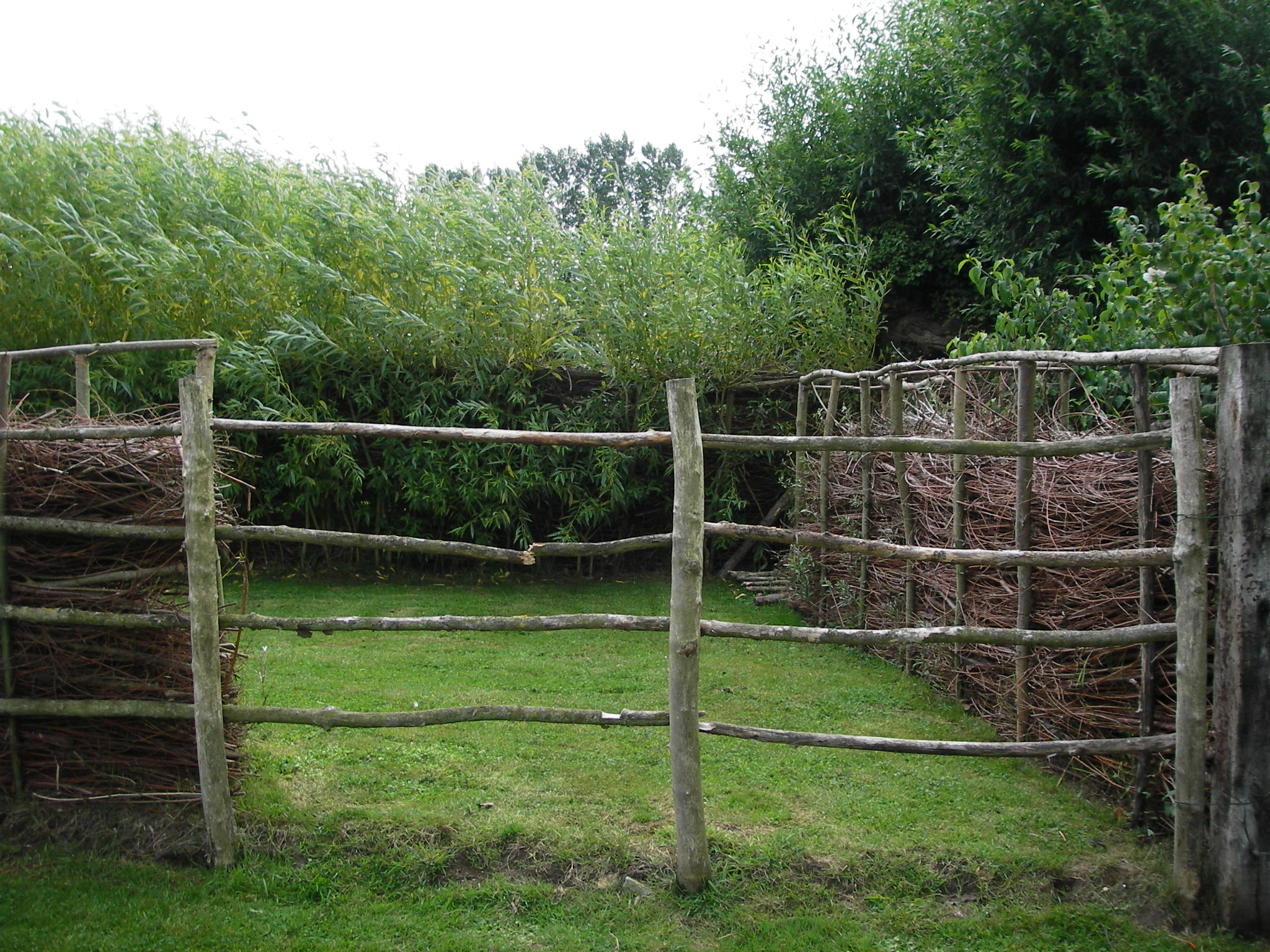
la basse-cour
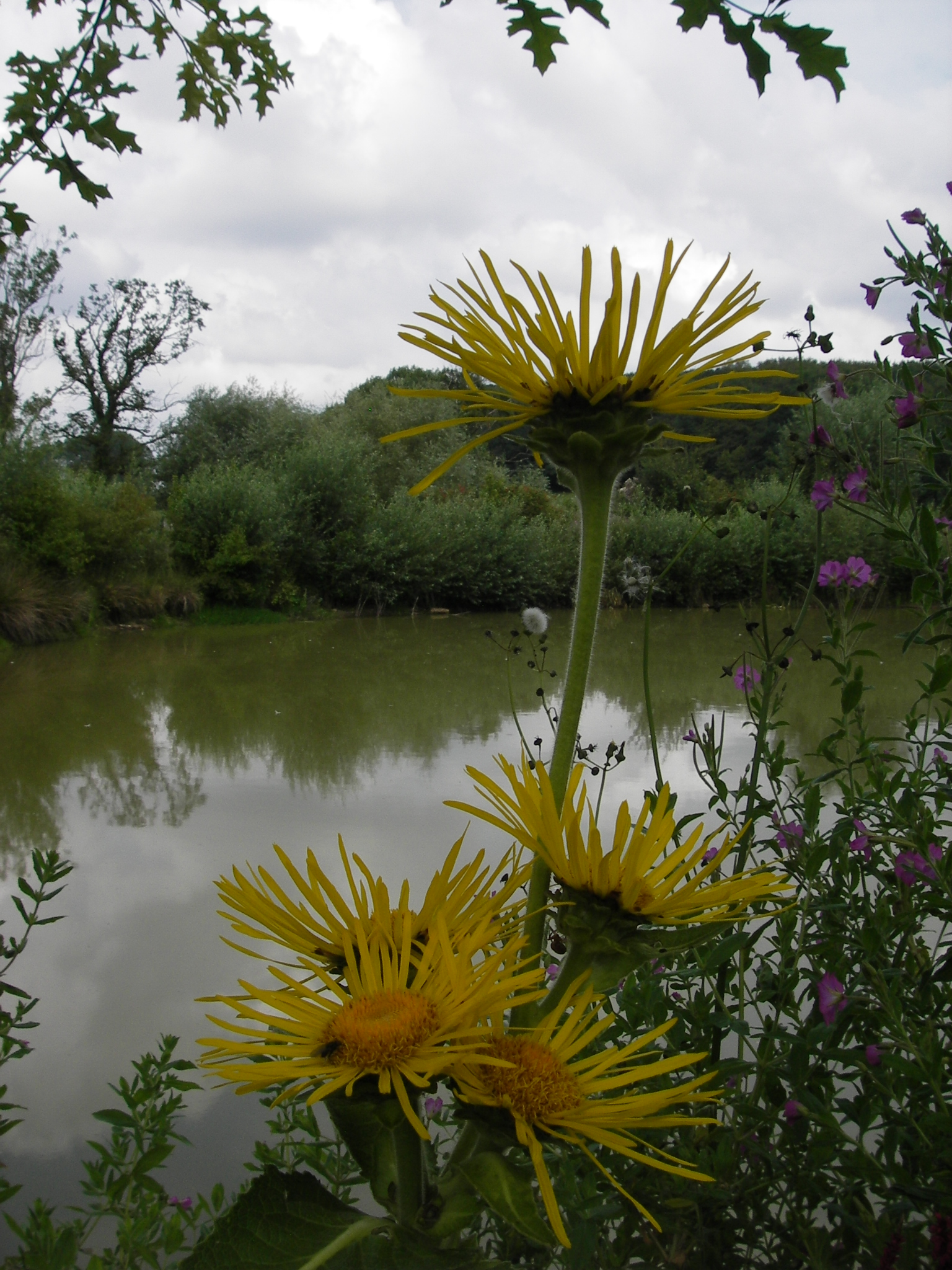
la mare
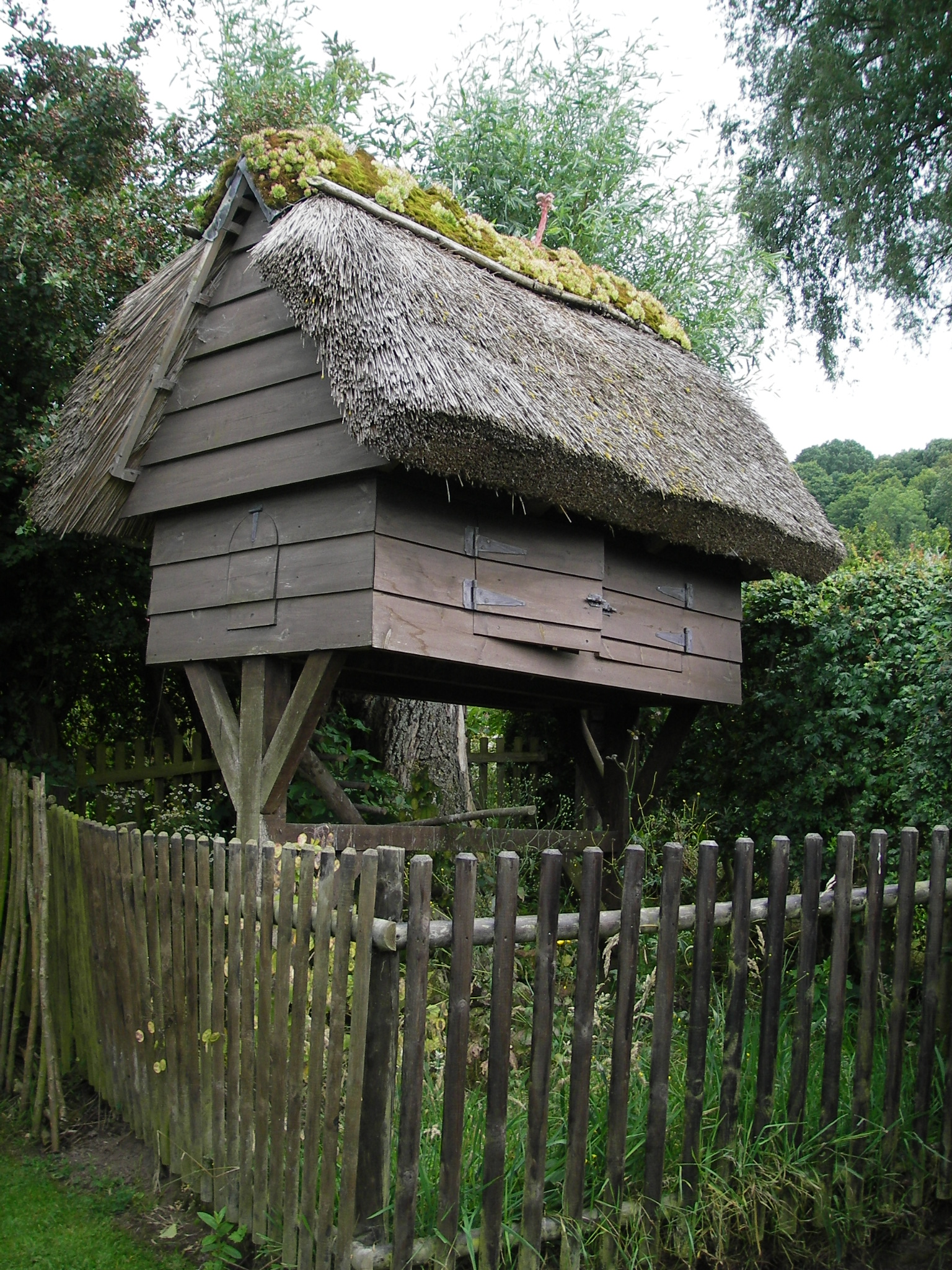
le poulailler
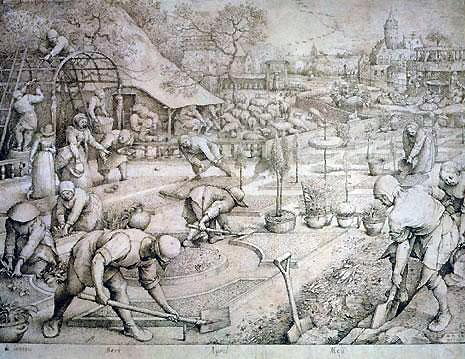
Brueghel, le printemps

### Jardins d'abbaye
Les plantes y sont ordonnancées comme les jardins de manoir, le cloître étant soit cultivé d'herbes aromatiques et médicinales en carré bordurés de buis, soit laissé vide. (absinthe, hysope, marjolaine, mélisse, menthe poivrée, menthe verte, origan, pimprenelle, romarin, sauge sclarée, sauge officinale, thym, verveine, citronnelle…)
Puis des espaces cultivés servent de potagers, limités par des bordures en bois, des buis, ou des fascines en branches (plessis) de saule, d'osier tressé de coudrier ou de châtaignier. 
Ensuite les vergers, champs et bois.

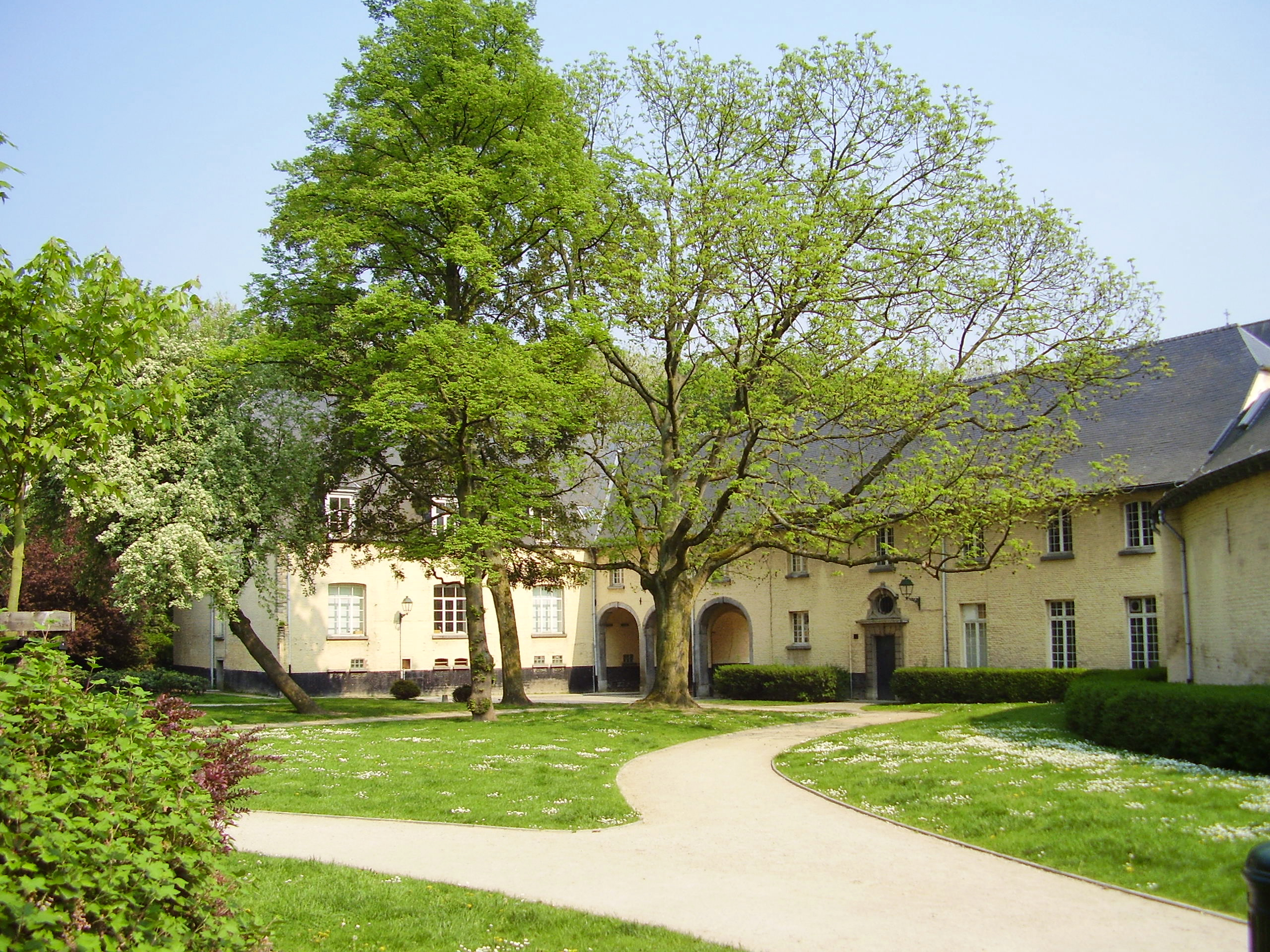
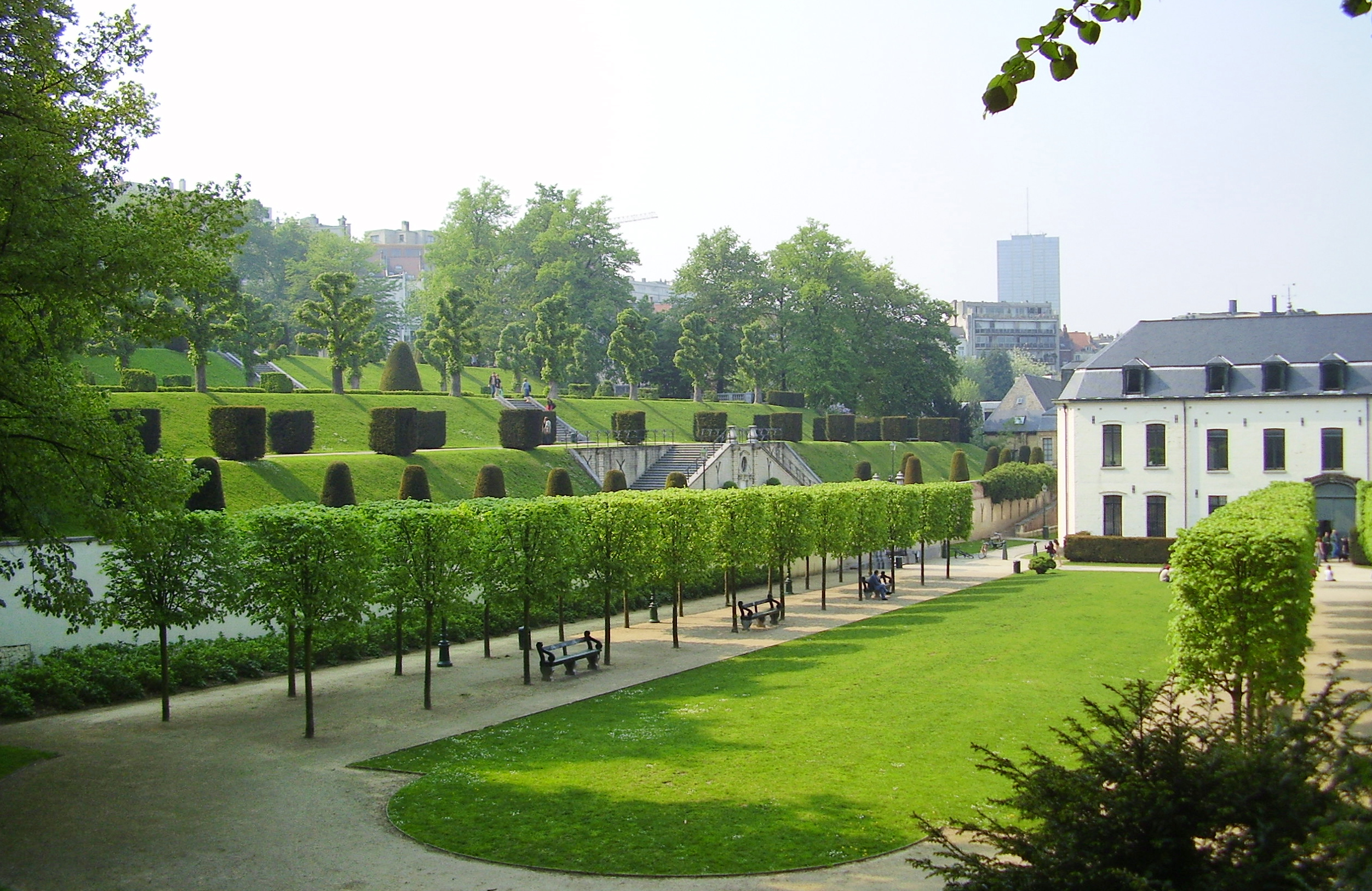
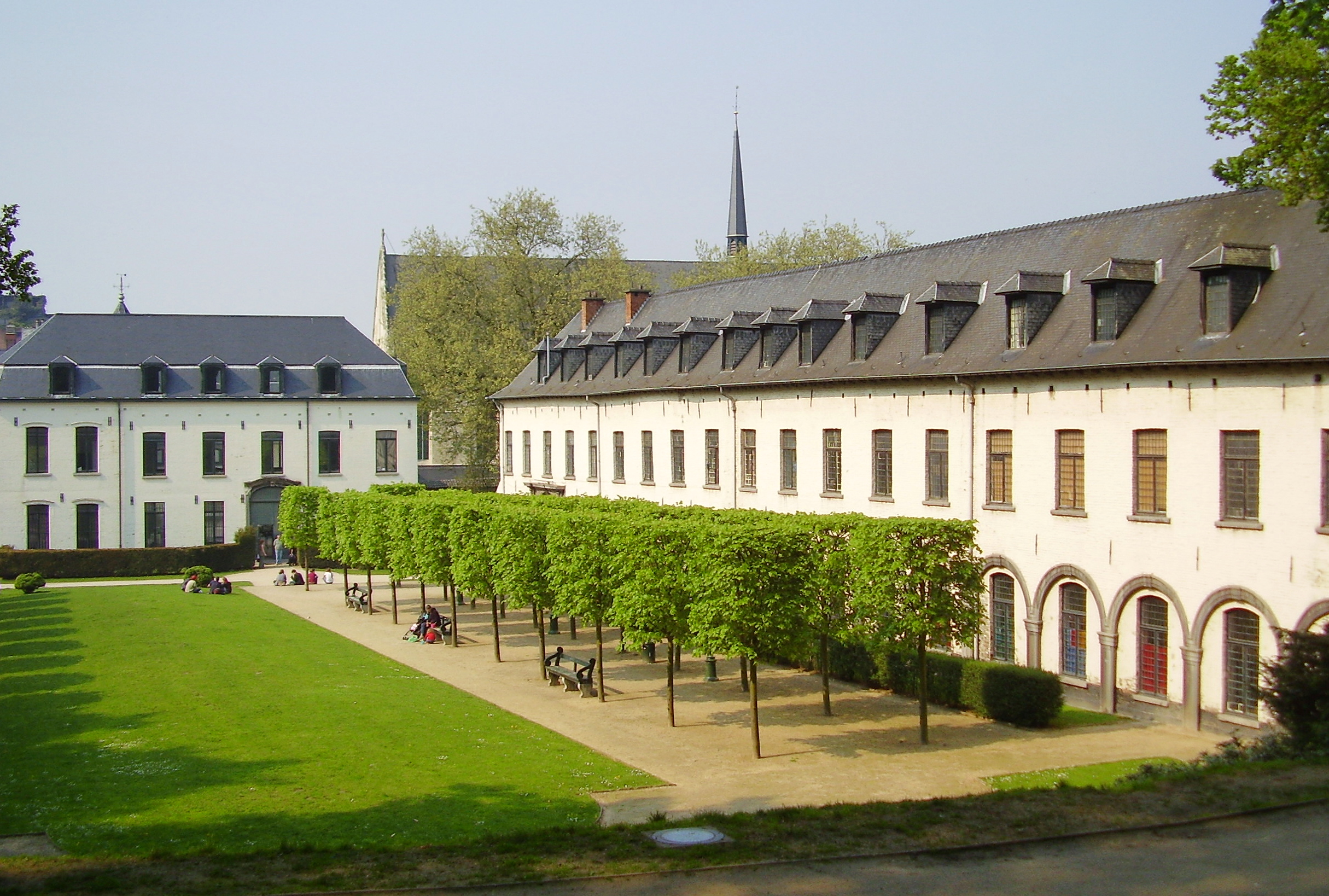
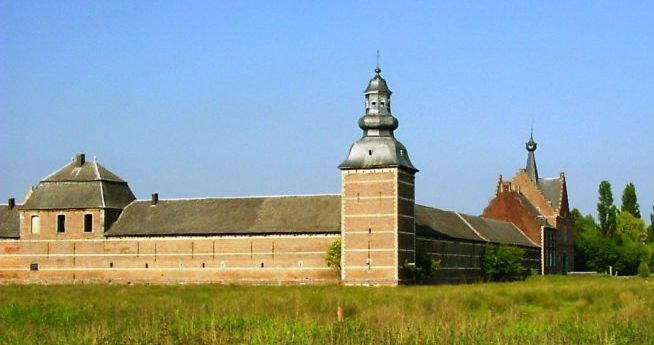
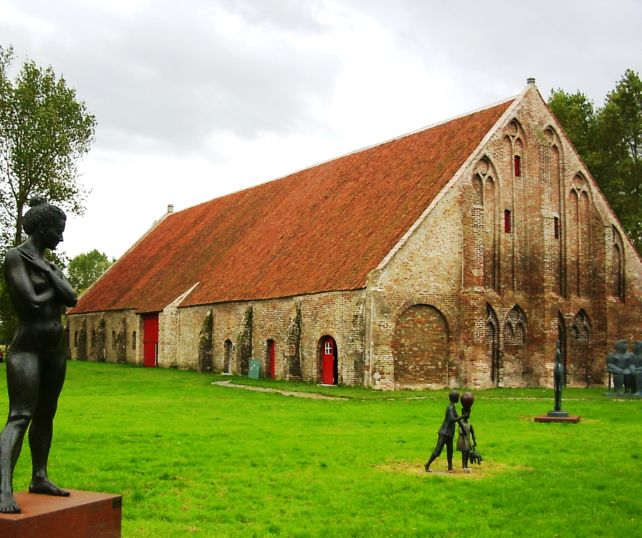

#### Jardin de béguinages flamands
De par son fonctionnement différent, ces jardins sont particuliers. Tout comme les chartreux, chaque homme (ou femme) loge dans une maison qui possède son propre jardin. Chaque jardin étant le reflet de son locataire.
Ces maisons sont généralement rassemblées autour d'un espace vide (sorte de cloitre) parfois boisé de manière éparse et planté de bulbes.

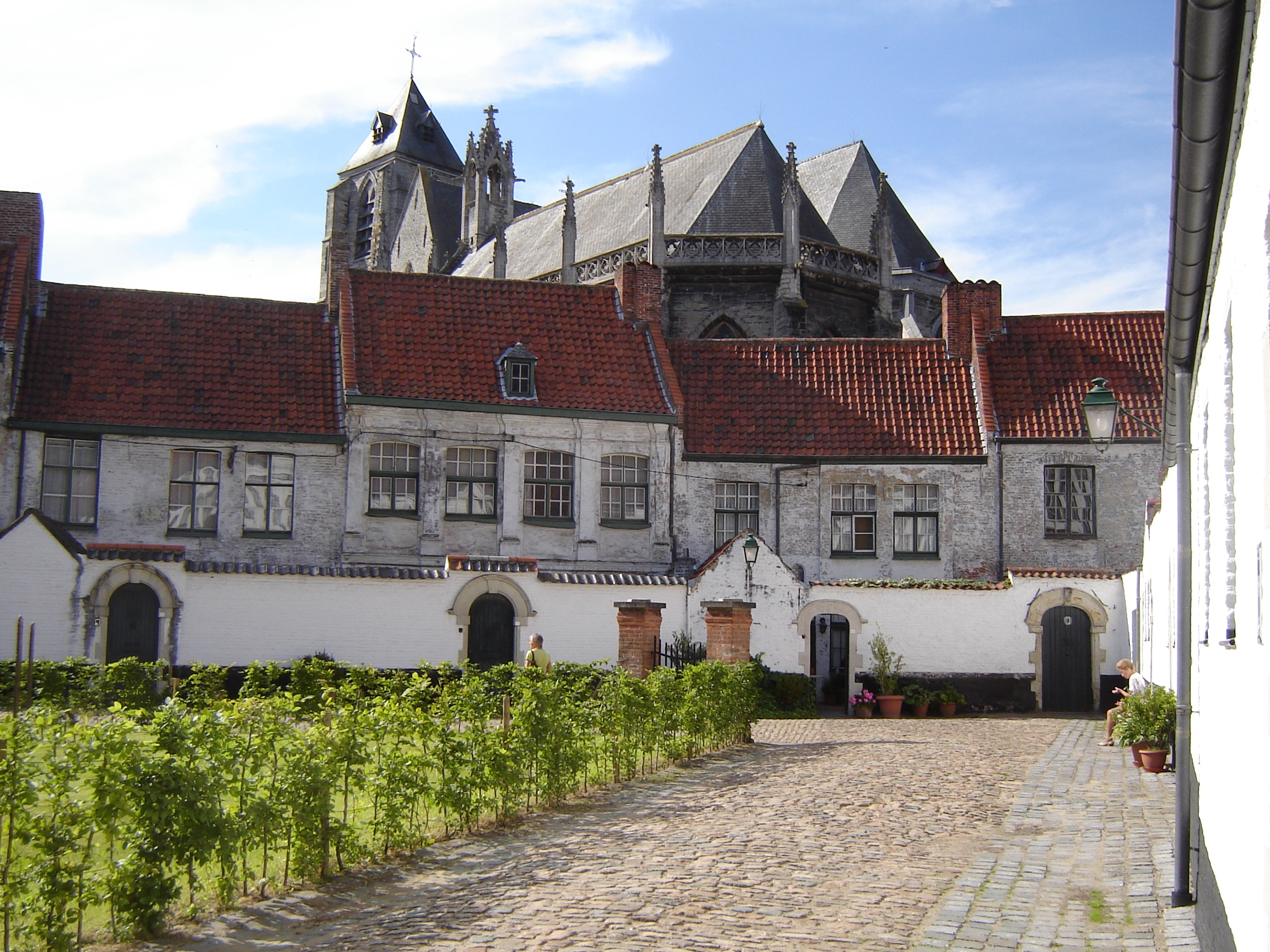
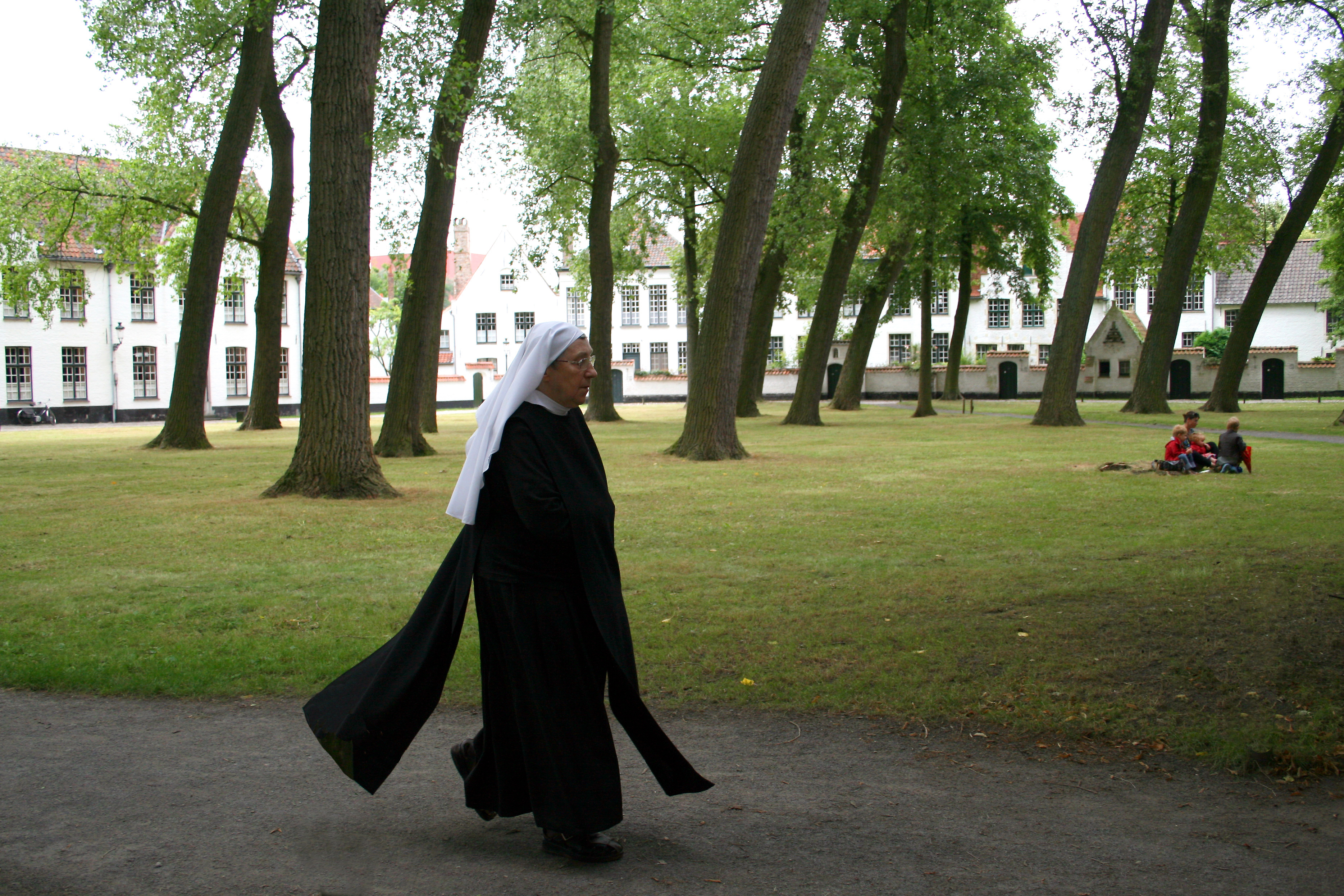
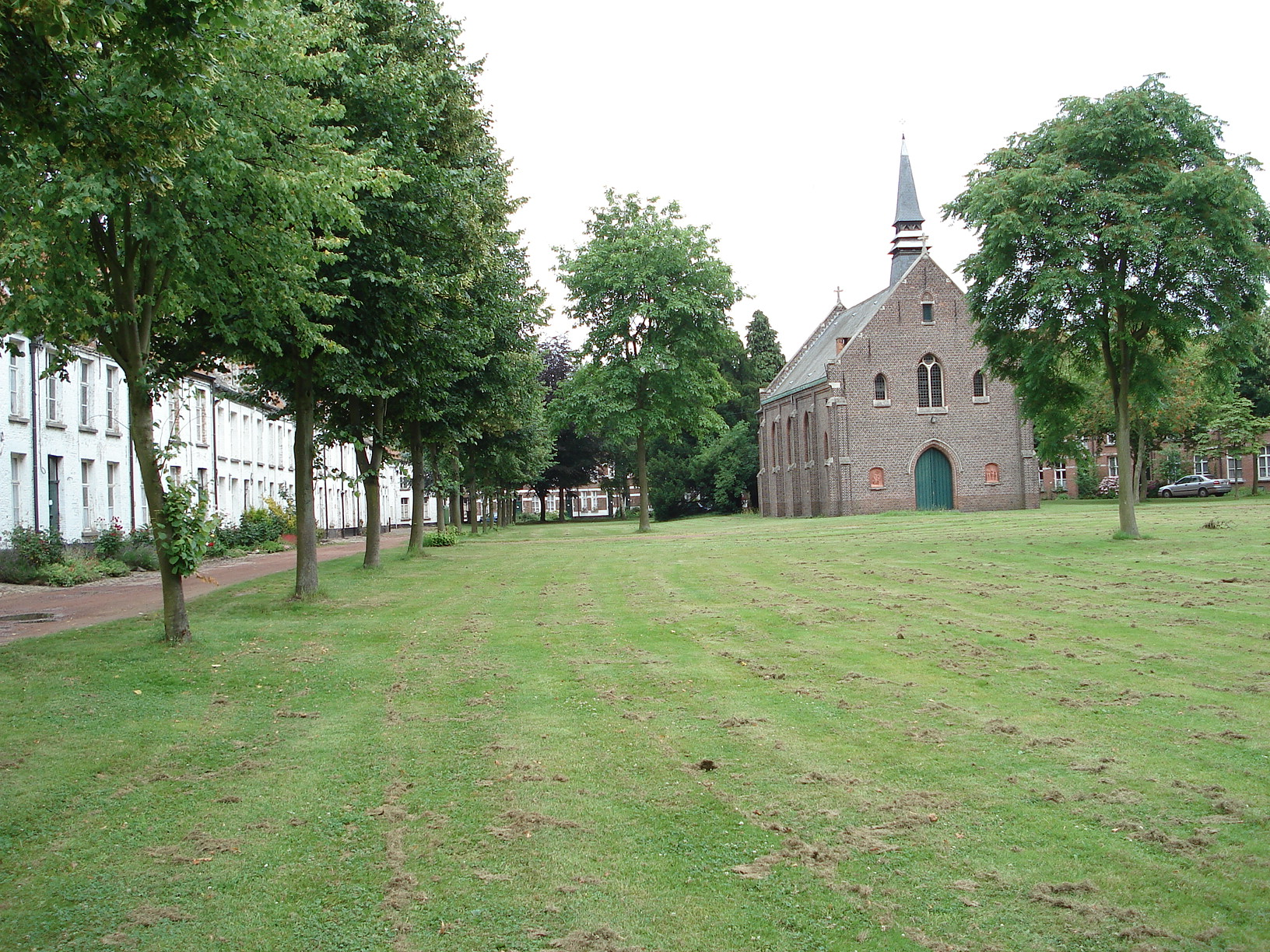
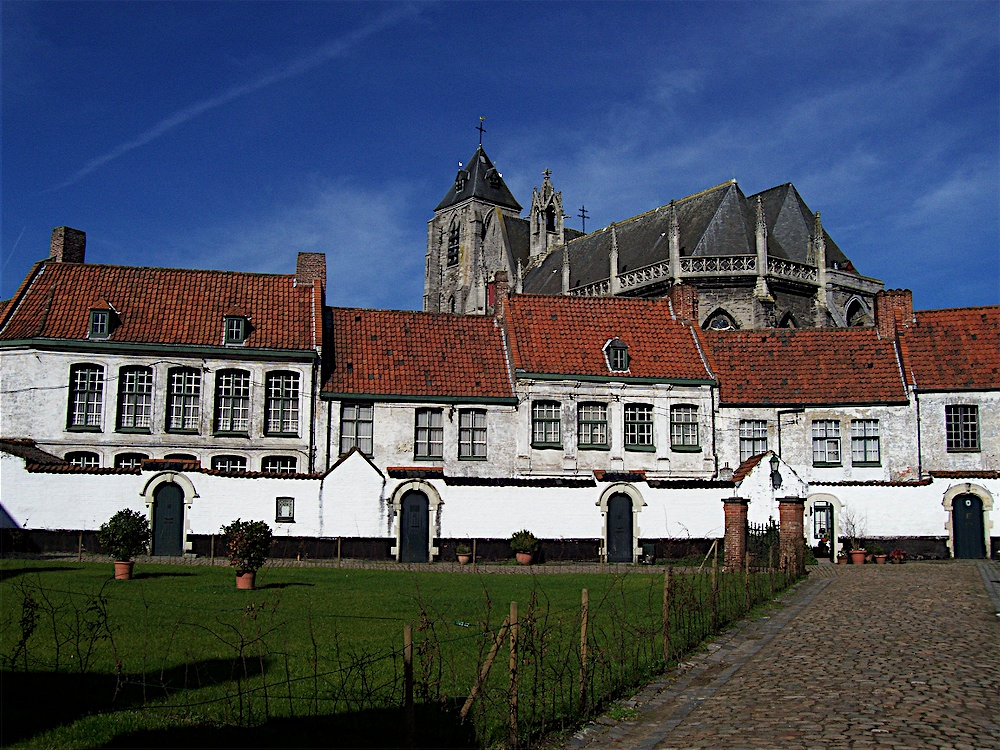

## Les jardins flamands aujourd'hui

### Les jardins historiques
Il existe encore aujourd'hui quelques beaux exemples, bien que les différents conflits dans ces régions en aient détruit la majorité.
- Jardin du château d'Esquelbecq (France)[1]
- Jardin d’Érasme à Anderlecht (Belgique)
- Jardin de Seneffe (Belgique)
- L'Archicommanderie d'Alden Biesen (Belgique)
- Prinsenhof Groningen (Pays-Bas)
- Menkemaborg (Pays-Bas)
- Beeckestijn (Pays-Bas)
- Twickel (Pays-Bas)

### Les jardins de création contemporaine
- Jardins des Wirtz (Belgique) Jacques Wirtz (nl)
- le jardin de Piet Oudolf (Netherland)
- Les jardins de René Pechère (Belgique)
- La ferme du mont des Récollets, Wouwenberghof (France)
- Jardin du presbytère d'Ochtezeele (France)
- Jardin du Pantgat Hof à Bollezeele (France)
- Jardin de Marocade, Meulebeke (Belgique)
- Jardin Topiary de Ghyselen à Zelegem (Belgique)
- Jardin de Mien Ruys au château d'Oostkerke (Belgique)
- Jardin de Ghyselen à Beernem (Belgique)
- Gentil Bruenin en Annick Herregodts tuin  (Belgique)